# فستالية نحيلة
فستالية نحيلة (الاسم العلمي: Vestalis gracilis) هي نوع من الحشرات يتبع جنس الفستالية من الفصيلة الرعاشية.